# NII Holdings, Inc.
NII Holdings, Inc. fue una empresa de servicios de telecomunicaciones estadounidense, con sede en Reston, Virginia. Comercializó la marca Nextel para América Latina, teniendo presencia en Chile, Perú, Brasil, Argentina y México.

## Historia
NII fue originalmente lanzada como la unidad de negocios internacional de Nextel Communications en 1995 bajo el nombre McCaw International. Posteriormente, cambió su nombre a Nextel International en 1997.
Las operaciones de Nextel México y Nextel Perú empezaron en 1998. Nextel Chile hizo lo propio en 2000.
En 2001, Nextel International fue renombrada como NII Holdings.
La compañía operativa Nextel Argentina de NII Holdings no realizó un pago de capital de 108 millones de dólares en diciembre de 2001. En febrero de 2002, NII Holdings tampoco realizó un pago de intereses de 41 millones de dólares sobre un bono de 650 millones de dólares, buscando preservar el efectivo mientras reestructuró sus deudas e implementó un plan comercial revisado. NII Holdings presentó su primera bancarrota, acogiéndose al capítulo 11 en mayo y salió de la bancarrota el 12 de noviembre de 2002, siendo Nextel la propietaria del 36% de la empresa reestructurada. Tras su reestructuración por quiebra, NII Holdings comenzó a negociar un NII en NASDAQ como NIHD en 2003.
Entre los servicios que presta están: Conexión Directa (Push-to-Talk o PTT por sus siglas en inglés) o radio digital bidireccional que funciona a nivel nacional e internacional y es el servicio por el que más es reconocida en Perú (y parte de América Latina), aunque se encontraba trabajando en otros servicios, como redes 3G. También ofrece servicios de datos, celular digital de voz, acceso inalámbrico a Internet y otros. La empresa forma parte de la lista de los mejores corporativos para trabajar en Latinoamérica por el Great Place to Work Institute.
La empresa se declaró en quiebra en 2014 y 2015. En 2020 se anunció su disolución.

## Filiales

### Nextel Argentina
Nextel Argentina fue la filial argentina de Nextel, que inició sus operaciones en 1998. 
El 14 de septiembre de 2015, el Grupo Clarín anunció la compra del 49% de las acciones por 178 millones de dólares. Así, NII Holdings buscaba enfocarse en el mercado brasileño, disminuyendo su participación en Argentina. El 28 de enero de 2016 hizo uso de la opción para quedarse con el 51% restante por 85 millones de dólares.
Durante 2019, Nextel pone en marcha el proceso de cierre como marca, migrando equipos y tecnología a la red de Telecom Personal que comienza a comercializar el servicio de Smart Radio. El 1 de julio de 2019 los servicios de Nextel cerraron definitivamente.
En Argentina Nextel realizaba la Maratón Solidaria, un evento realizado por Fundación Nextel, respaldado por Nextel Communications Argentina. La finalidad de este evento es recaudar fondos para incrementar las actividades de la Fundación, las cuales se centran en temas educativos, generando igualdad de oportunidades para niños de escasos recursos. En todas las maratones ha participado Fundación Baccigalupo, la cual se dedica a insertar y estimular jóvenes con discapacidad a través del deporte.

### Nextel Brasil
Nextel Brasil fue la filial brasileña, fundada en 1997.
En Brasil, trabajan a través del Instituto Nextel, una organización no gubernamental fundada en el 2006 por voluntarios de Nextel Brasil. El objetivo del instituto Nextel es proveer y facilitar educación a los jóvenes del país. El instituto ofrece un amplio programa de capacitación diseñado para ampliar oportunidades de empleo y aumentar la comercialización personal y fomentar las habilidades empresariales de los jóvenes. Desde el comienzo de las actividades del instituto en el 2007, más de 2000 jóvenes se han beneficiado de los cursos de capacitación y formación.
En 2019, la mexicana América Móvil compró Nextel Brasil por 905 millones de dólares, quien la renombró bajo la marca Claro nxt en octubre de 2020. 

### Nextel Chile
En Chile operó desde el año 2000 hasta 2014 como Nextel Chile, filial que fue vendida a Fucata S.A., sociedad conformada por el Grupo Veintitrés de Argentina, propiedad de los empresarios Sergio Szpolski y Matías Garfunkel, y por los fondos de inversión ISM Capital y Optimun Advisors.
En 2015 fue comprada por el fondo de inversión británico Novator Partners y desde julio de ese año se llama WOM.

### Nextel México
Nextel operaba en México desde 1998, con cobertura en gran parte del país.
En febrero de 2010, NII Holdings y Grupo Televisa firmaron un acuerdo definitivo en virtud del cual Televisa habría adquirido una participación accionaria en Nextel México. Según el acuerdo, Televisa habría invertido $ 1,44 mil millones en efectivo por una participación accionaria inicial del 30% en Nextel México, lo que implica el valor de preinversión de Nextel México en $ 4,3 mil millones. Sin embargo, el 19 de octubre de 2010, el vicepresidente y director de operaciones en México, Gustavo Cantú, anunció que la sociedad había sido rescindida de mutuo acuerdo.
En enero de 2015, AT&T luego de haber concretado la compra de Iusacell, anunció la compra de Nextel México por 1875 millones de dólares, siendo aprobada la transacción por el Tribunal de Quiebras de EE. UU. del Distrito Sur de Nueva York y por el órgano regulador de telecomunicaciones en México, IFETEL (Instituto Federal de Telecomunicaciones) el 30 de abril de 2015. Desde entonces se le conoce como AT&T México.

### Nextel Perú
Tuvo presencia en Perú hasta abril de 2013, cuando la sucursal peruana fue comprada por la chilena Entel Chile, convirtiéndose en Entel Perú. Fue la tercera más importante en el país, junto a Claro y Movistar, marcas que recurrieron en su momento a sus propias redes privadas.